# Rognsfjorden
Rognsfjorden er en fjord i Bamble kommune i  Vestfold og Telemark fylke i Norge. Fjorden ligger mod vest i Langesundsbugten, yderst i indsejlingen  til Grenland. 
Inderst i Rognsfjorden ligger en større campingplads, ellers er området omkring fjorden stort set bebygget med fritidsboliger.